# Brevipalpus iraquiensis
Brevipalpus iraquiensis är en spindeldjursart som beskrevs av Al-Gboory 1987. Brevipalpus iraquiensis ingår i släktet Brevipalpus och familjen Tenuipalpidae. Inga underarter finns listade.